# Кучава, Митрофан Ионович
Митрофан Ионович Кучава (груз. მიტროფანე იონას ძე კუჭავა, 6 июня 1906 года — 6 ноября 1999 года) — советский государственный и политический деятель.

## Биография
Родился в 1906 году в селе Гурипули (ныне Грузия). Член ВКП(б) с 1937 года.
С 1926 года — на общественной и политической работе. В 1926—1995 гг. — заведующий отделом кадров, председатель заводского комитета, коммерческий директор, секретарь комитета КП(б) Тбилисского паровозо-вагоноремонтного завода имени И. В. Сталина,
1-й секретарь Гагрского районного комитета, 2-й секретарь Абхазского областного комитета КП(б) Грузии, заведующий Административным отделом ЦК КП Грузии, 1-й секретарь Зугдидского районного комитета КП Грузии, председатель Грузинского республиканского Совета профсоюзов, 1-й заместитель председателя СМ Грузинской ССР, министр иностранных дел Грузинской ССР (1954—1962), министр производства и заготовок сельскохозяйственных продуктов Грузинской ССР, секретарь ЦК КП Грузии, председатель Комитета партийно-государственного контроля ЦК КП Грузии и СМ Грузинской ССР, старший научный сотрудник Научно-исследовательского института потребительской кооперации Республики Грузия.
Избирался депутатом Верховного Совета СССР 3-го — 6-го созывов.
Являлся членом Специального судебного присутствия Верховного Суда СССР в декабре 1953 года, осудившего к смертной казни Берию и ряд близких к нему лиц.
Умер в 1999 году в Тбилиси.